# Jh (digramme)
Cette page contient des caractères spéciaux ou non latins. S’ils s’affichent mal (▯, ?, etc.), consultez la page d’aide Unicode.
Pour les articles homonymes, voir JH.
Jh (minuscule jh) est un digramme de l'alphabet latin composé d'un J et d'un H.

## Linguistique
- En espéranto, le digramme « jh » sert à remplacer la lettre « Ĵ » en cas d’impossibilité d’utiliser cette lettre (par exemple si elle n’est pas disponible sur le clavier).
- En aguianais, le digramme « jh » représente la consonne fricative glottale sourde (h).
- *Dans la romanisation des langues indiennes (ISO 15919), le digramme « jh » représente généralement le son [ d͡ʒʱ] (la lettre « j » représentant le son [ d͡ʒ]).

## Représentation informatique
Comme la majorité des digrammes, il n'existe aucun encodage de Jh sous un seul signe, il est toujours réalisé en accolant un J et un H.